# 亂世備忘
《亂世備忘》（英語：Yellowing）是一部由陳梓桓執導、於2016年上映的香港紀錄片。該片以2014年香港雨傘運動為背景，記錄了運動期間參與者的抗爭、挫折與情感，並探討香港政治與社會變遷。
這部紀錄片因其第一手視角與真實性而受到關注，也因為涉及香港政治敏感議題，曾在部分影展上受到審查。但它仍然在2016年台灣金馬影展、香港國際電影節、2020年鹿特丹影展等平台放映，並被視為雨傘運動的重要影像記錄之一。

## 內容
《亂世備忘》並非單純的新聞紀錄，而是桓由導演陳梓桓以「參與者」視角拍攝，呈現這場歷史性抗爭的真實面貌—學生與市民如何參與運動，以及他們面對的壓力與希望。 影片開場透過一年後添馬公園的燦爛煙火與警察施放催淚彈的對比，象徵著香港的劇變與衝突。導演運用家庭錄影帶回顧昔日香港，映襯出當下社會的動盪與青年世代的抗爭。
影片分為二十個片段，每個片段記錄運動參與者的日常、思考與掙扎。 觀眾將跟隨導演的鏡頭，見證年輕人如何站上前線對峙警方、組織物資後援、搭建街頭教室，並深入探討價值衝突、世代鴻溝、政治立場與階級矛盾等議題。導演強調，這場運動不只是政治行動，更是個人對自由與未來的抉擇。
影片捕捉了示威者的日常、警察清場的過程，以及運動結束後參與者的反思，試圖呈現香港年輕一代對民主與未來的思考。 片中一句「在牢籠裡出生，難道就要一輩子活在牢籠裡嗎？」點出香港人在中共統治壓力下，爭取民主自由的決心與勇氣。

## 獎項及提名
| 類別                     | 頒獎日期       | 獎項       | 名字         | 結果 | 參考        |
| ------------------------ | -------------- | ---------- | ------------ | ---- | ----------- |
| 2016年金馬獎             | 2016年11月26日 | 最佳紀錄片 | 《亂世備忘》 | 提名 | [ 7 ] [ 6 ] |
| 2017年山形國際紀錄片影展 | 2017年10月11日 | 小川紳介獎 | 《亂世備忘》 | 獲獎 | [ 8 ]       |